# Lecanemab
Il Lecanemab (codice di sviluppo BAN2401) è un farmaco da anticorpo monoclonale umanizzato di tipo immunoglobulina gamma 1 (IgG1) ricombinante, indirizzato contro le forme aggregate solubili e insolubili dell'amiloid beta (Aβ), le quali sono implicate nella fisiopatologia delle placche amiloidi che si osservano nella malattia di Alzheimer. Il Lecanemab agisce riducendo le placche di Aβ e prevenendo il deposito di Aβ nel cervello, mostrando un'alta selettività verso i protofibrilli di Aβ. Nei trial clinici, ha ridotto significativamente le placche di Aβ nel cervello rispetto al placebo.
Il 6 gennaio 2023, lecanemab ha ottenuto l'approvazione accelerata dalla Food and Drug Administration per il trattamento della malattia di Alzheimer. Il 6 luglio 2023 ha ottenuto l'approvazione completa della FDA.
Il 26 luglio 2024, il Comitato per i Prodotti Medicinali ad Uso Umano (CHMP) della Agenzia europea per i medicinali (EMA) non ha autorizzato l’immissione in commercio per Lecanemab. Il comitato ha ritenuto che l’effetto osservato di lecanemab nel ritardare il declino cognitivo non controbilancia il rischio di gravi effetti collaterali associati al medicinale, in particolare la frequente comparsa di anomalie di imaging correlate all’amiloide (Aria), che comportano gonfiore e potenziali sanguinamenti nel cervello dei pazienti che hanno ricevuto il farmaco.
Il 14 novembre 2024 il comitato per i medicinali per uso umano (CHMP), a seguito di una procedura di riesame, ha adottato un parere positivo, raccomandando il rilascio dell'autorizzazione all'immissione in commercio del medicinale Leqembi, destinato al trattamento della malattia di Alzheimer precoce in pazienti non portatori o eterozigoti dell'apolipoproteina E ε4 (ApoE ε4). Il richiedente di questo medicinale è Eisai GmbH.
Leqembi sarà disponibile sotto forma di 100 mg/ml di concentrato per soluzione per infusione. Il principio attivo di Leqembi è lecanemab, un anticorpo monoclonale (codice ATC: N06DX04) che si lega alle forme solubili e insolubili aggregate di beta amiloide e, così facendo, riduce le placche beta.
Il beneficio di Leqembi è una ridotta progressione dei deficit cognitivi e funzionali associati alla malattia di Alzheimer. Gli effetti collaterali più comuni sono anomalie di imaging correlate all'amiloide.
L'indicazione completa è:
Leqembi è indicato per il trattamento di pazienti adulti con diagnosi clinica di lieve deterioramento cognitivo e demenza lieve dovuti alla malattia di Alzheimer (malattia di Alzheimer precoce) che sono non portatori di apolipoproteina E ε4 (ApoE ε4) o eterozigoti con patologia amiloide confermata (vedere paragrafo 4.4).
Il trattamento deve essere iniziato e supervisionato da medici esperti nella diagnosi e nel trattamento della malattia di Alzheimer con accesso tempestivo alla risonanza magnetica (MRI). Le infusioni di Leqembi devono essere somministrate da operatori sanitari qualificati e addestrati a monitorare, riconoscere e gestire le reazioni correlate all'infusione. Il leqembi sarà prescritto solo nel contesto di programmi di accesso controllato.

## Farmacologia

### Indicazione d'uso
Il lecanemab, secondo i risultati apprezzati nella popolazione in cui è stato avviato il trattamento nei trial clinici, è indicato per il trattamento della malattia di Alzheimer nei pazienti con lieve compromissione cognitiva o demenza lieve.

### Farmacodinamica
Lecanemab riduce le placche di amiloide-β (Aβ) in maniera dose e tempo-dipendente. Nei trial clinici, il lecanemab ha inoltre ridotto la P-tau181 plasmatica.

### Meccanismo d'azione
Le placche extracellulari di amiloide-β (Aβ) sono una patologia caratteristica della malattia di Alzheimer, il che le rende un possibile obiettivo terapeutico per potenziali farmaci nel trattamento dell'Alzheimer. La produzione e l'accumulo di placche di Aβ nel cervello sono comunemente osservati nell'Alzheimer, e le caratteristiche distinte delle placche di Aβ, come la solubilità, la quantità e la composizione dei pool di Aβ, possono influenzare lo stato della malattia. Le peptide di Aβ causano un deterioramento sinaptico, la morte neuronale e una neurodegenerazione progressiva, che porta alla demenza e al deterioramento cognitivo associati all'Alzheimer.
I peptidi di Aβ esistono in vari stati conformazionali, tra cui monomeri solubili, aggregati solubili di dimensioni crescenti e fibrille insolubili e placche. Gli aggregati solubili di Aβ, come i protofibrilli di Aβ, sono più neurotossici rispetto ai monomeri o alle fibrille insolubili. Il Lecanemab è un anticorpo che riduce le placche di Aβ nel cervello. Esso mira preferenzialmente all'Aβ aggregato solubile e agisce sugli oligomeri di Aβ, sui protofibrilli e sulle fibrille insolubili.

### Assorbimento
Le concentrazioni steady-state di lecanemab sono state raggiunte dopo sei settimane dalla somministrazione di 10 mg/kg di lecanemab ogni due settimane. L'accumulo sistemico è stato di 1,4 volte. La concentrazione di picco (Cmax) e l'area sotto la curva della concentrazione plasmatica nel tempo (AUC) di lecanemab aumentano proporzionalmente alla dose dopo una singola dose compresa tra 0,3 e 15 mg/kg.

#### Volume di distribuzione
Il valore medio (95% CI) del volume di distribuzione centrale allo steady-state è di 3,22 (3,15-3,28) L.

#### Legame proteico
Non sono disponibili informazioni su legame con le proteine plasmatiche.

### Metabolismo
Lecanemab viene degradato da enzimi proteolitici nello stesso modo delle IgG endogene.

#### Via di eliminazione
Non sono disponibili informazioni delle vie di eliminazione del fermaco.

#### Emivita
L'emivita terminale del farmaco è di 5-7 giorni.

#### Clearance
La clearance di lecanemab (95% CI) è di 0,434 (0,420-0,451) L/giorno.

### Tossicità
Non sono disponibili informazioni riguardo alla dose letale DL50 e al sovradosaggio di lecanemab.

### Effetti collaterali
L'uso concomitante di Lecanemab e farmaci anticoagulanti è associato a un rischio dall'1 al 5% di emorragia cerebrale, anche fatale.

## Processo di approvazione
Nel luglio 2022, la Food and Drug Administration (FDA) statunitense ha accettato una domanda di approvazione con procedura accelerata per il Lecanemab e gli ha concesso lo status di Priority Review.
Nel settembre 2022, Biogen ha annunciato  l'esito positivo di uno studio clinico di fase 3 in corso.
Il 6 gennaio 2023, lecanemab ha ottenuto l'approvazione accelerata dalla FDA per il trattamento della malattia di Alzheimer.
Il 6 luglio 2023 ha ottenuto l'approvazione completa della FDA.

### Costi
Al 2024 un anno di trattamento costava negli Stati Uniti 26.500 dollari/paziente. Il prezzo praticato nel Regno Unito è confidenziale: al 2024, se da un lato è stata autorizzata l'immissione in commercio, dall'altra il National Institute for Health and Care Excellence, che esamina il rapporto costi-benefici dei farmaci, non ne ha raccomandato il rimborso.
Nel dicembre 2022, l'Institute for Clinical and Economic Review (ICER), gruppo di valutazione dei prezzi dei farmaci, aveva previsto un prezzo compreso tra 8.500 e 20.600 dollari per un anno di trattamento.